# Call Me Kuchu
Call Me Kuchu é um documentário norte-americano de 2012 dirigido por Malika Zouhali-Worrall e Katherine Fairfax Wright. O filme explora a luta da comunidade LGBT na Uganda, concentrando-se em parte no assassinato do ativista LGBT David Kato em 2011.
O filme conjuntamente recebeu em 2014 o prêmio GLAAD Media Award de excelente documentário ao lado de Bridegroom.

## Título
No início do filme, é explicado que "Kuchu", uma palavra de origem Swahili, é uma forma para se referir a homossexuais na Uganda; Sylvia Tamale documentou o uso da palavra por homossexuais ugandenses como uma autodescrição abrangente.

## Recepção crítica
O filme estreou no Festival Internacional de Cinema de Berlim, e ganhou o Teddy Award de melhor documentário.

## Distribuição
Direitos de distribuição para o cinema foram adquiridos pelo grupo de entretenimento Cinedigm em outubro de 2012, com planos para uma versão teatral no início de 2013, seguido por lançamentos à demanda, digital e DVD.